# Arte postaurático
El arte postaurático es una categoría derivada de la exégesis del ensayo "La obra de arte en la época de su reproductibilidad técnica" escrito por Walter Benjamin en 1936. En el mismo, Benjamin trata los modos de significación emergentes de la obra de arte en la sociedad industrial a partir del análisis del cine y la fotografía. Así, esboza un arte caracterizado por su valor de exhibición, su función política y su multiplicidad.

## Origen
El arte postaurático se concibe a partir de la pérdida del aura con la que Benjamin caracteriza las mutaciones del arte (principalmente visual) durante la cúspide de la era industrial y el período entre guerras en la primera mitad del siglo XX. En su ensayo describe el aura como "un entretejido muy especial de espacio y tiempo: aparecimiento único de una lejanía, por más cercana que pueda estar”. El concepto no es unívoco en la obra sino que se elabora a partir del entretejido de la tradición, el ritual y la autenticidad correspondientes a las agencias de un poder autoritario. Benjamin considera el aura como parte de la materialidad de una obra de arte, en particular lo referido a su ubicación espacio-temporal, por lo que es una característica inevitablemente afectada por la capacidad de reproducirse; sea de un medio a otro (como, por ejemplo, la fotografía de una escultura) o intrínsecamente en medios cuya reproducibilidad es intrínseca (específicamente, la fotografía y el cine).
Al poder multiplicarse y distribuirse, la obra de arte pasaría a tener un carácter esencialmente político y es que “la reproductibilidad técnica de la obra de arte libera a ésta de su existencia parasitaria dentro del ritual. La obra de arte reproducida se vuelve en medida creciente la reproducción de una obra de arte compuesta en tomo a su reproductibilidad. [...] Pero si el criterio de autenticidad llega a fallar ante la producción artística, es que la función social del arte en su conjunto se ha trastornado. En lugar de su fundamentación en el ritual, debe aparecer su fundamentación en otra praxis, a saber: su fundamentación en la política.” En su introducción al ensayo de Benjamin, Bolívar Echeverría lo explica señalando que "entre la nueva técnica de la producción artística y la demanda propia de un arte emancipado —postaurático, abiertamente profano— hay, para Benjamin, una afinidad profunda que las incita a buscarse entre sí y a promover mutuamente el perfeccionamiento de la otra."
De acuerdo a Echeverría, la obra y pensamiento de Benjamín abordan principalmente dos ámbitos discursivos: la teoría política marxista y la teoría e historia del arte. Análogamente el arte postaurático se constituye como una categoría tanto política como estética. Desde el punto de vista político se refiere a un carácter democratizador de la obra de arte; en primera instancia desde la recepción gracias a la multiplicidad de la obra y en segunda desde la producción de la misma en la medida en que los medios de producción cultural son socializados y la práctica artística se acerca más a la técnica. Desde el punto de vista estético involucra un carácter subversivo frente a la fetichización del objeto y su creador, distinguiéndose por su valor de uso y exhibición o su "servicio profano a la belleza".